# ناتالیا تابینا
ناتالیا تابینا (انگلیسی: Natalia Taubina) یک فعال حقوق بشر و مدیر مرکز تحقیقات روسیه در زمینه حقوق بشر و بنیاد جامعه مدنی است. ناتالیا رئیس بخش قضاوت عمومی است که به قربانیان سوء استفاده پلیس کمک می‌کند. او جایزه آلیسون دس فورگس، دیده‌بان حقوق بشر و همچنین به خاطر فعالیت فوق‌العاده‌اش جایزه حقوق بشر رابرت اف. کندی را دریافت کرده‌است.